# Gelnhäuser Kreisbahnen

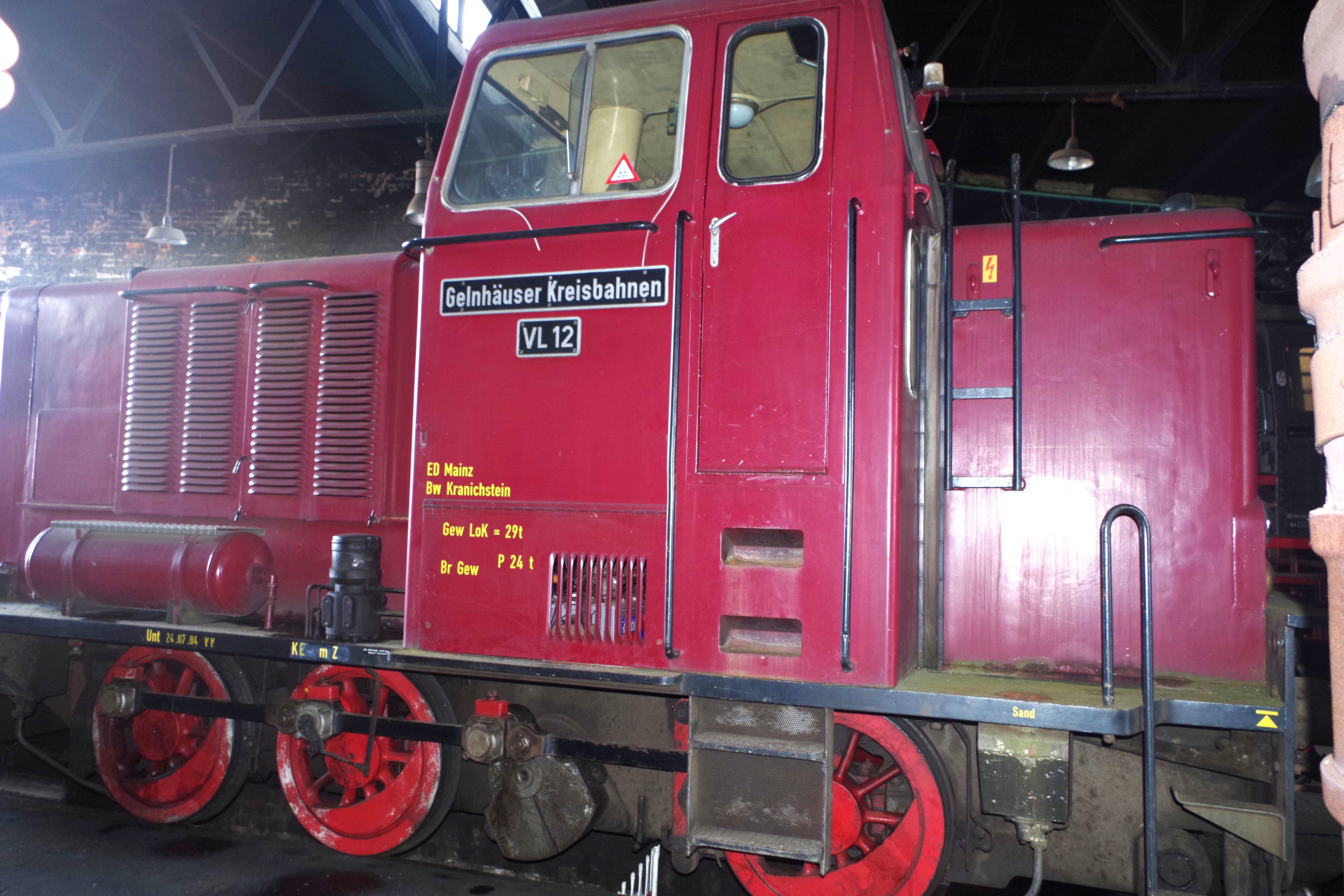
Lok VL 12 der Gelnhäuser Kreisbahnen

Die Gelnhäuser Kreisbahnen waren ein Eigenbetrieb des früheren Landkreises Gelnhausen im Land Hessen, der 1974 im Main-Kinzig-Kreis aufgegangen ist.
Schon zu Beginn des Zwanzigsten Jahrhunderts waren im Kreis drei Kleinbahn-Gesellschaften entstanden, an denen der Kreis Gelnhausen beteiligt war. Es handelte sich um die
- Bad Orber Kleinbahn AG,
- Freigerichter Kleinbahn AG und die
- Vogelsberger Südbahn AG, die bis zu ihrer Auflösung am 23. Januar 1937 Wächtersbach-Birsteiner Kleinbahn-Gesellschaft hieß[1]
- Spessartbahn AG, ab 1929, nachdem der Kreis deren gesamtes Aktienkapital übernommen hatte.

Es lag nahe, die Verwaltung der zunächst rechtlich selbständigen Bahnen, deren Streckenlänge insgesamt kaum 61 km umfasste, zusammenzulegen. Sitz der Verwaltung war zeitweise Wächtersbach, zeitweise Gelnhausen.
Schließlich erwarb der Kreis auch sämtliche Aktien der anderen drei Gesellschaften und vereinigte sie zum 1. April 1937 zum Eigenbetrieb Gelnhäuser Kreisbahnen. Das Schienennetz war inzwischen durch die Verlängerung der Vogelsberger Südbahn auf fast 80 km angewachsen. Nach dem Zweiten Weltkrieg wurden die Kreisbahnen eine Abteilung der Kreiswerke Gelnhausen. Als letzte kreiseigene Eisenbahn wurde bis 1995 die Bad Orber Kleinbahn betrieben, seitdem unterhalten die Kreiswerke nur noch Omnibuslinien. 